# 吉田栄三
初代吉田栄三（よしだ えいざ　明治5年4月29日（1872年6月4日） - 昭和20年（1945年）12月9日）は文楽人形遣い。本名：柳本 栄次郎。

## 人物
大阪府東区濃堂町に玩具の人形作りの子に生まれた。母方の叔母が女義太夫で、その叔母が人形遣いの吉田栄寿と結婚したことから1883年6月大阪・日本橋沢の席の初開場に2代目吉田光栄の名で初舞台。特定の師匠をもたず、稲荷座などにも出入りしながら、伝統的技術や型を学んだ。1892年彦六座で栄三と改名。1898年に御霊文楽座に移り、初世玉造と紋十郎から厳しく鍛えられた。1907年紋十郎の代役で、『和田合戦』の「市松初陣の段」が大好評で、やがて文楽座の花形となって活躍、1927年桐竹紋十郎没後、長い間空席だった人形遣いの座頭となる。娘や二枚目を得意としたが座頭となったのを機に、女形を3代目吉田文五郎に譲って立役に転じた。
『天の網島』の治兵衛、『沼津』の重兵衛、『良弁杉由来』の良弁などは、渋く内面的な演技として、近世の名人といわれた。栄三の演技は、常に華麗な女形の文五郎と対比され、1943年に文五郎とともに朝日文化賞を受けた。
1945年3月の米軍による空襲により、文楽座は炎上し、栄三の自宅も焼失した。
1945年12月9日、奈良の疎開先で栄養失調により死去、享年74。大阪市天王寺区下寺町の超心寺に墓がある。
溝口健二の映画「浪花女」に映像が残されている。
「吉田栄三自伝」がある。